# خورخه بریتز
خورخه بریتز (انگلیسی: Jorge Brítez؛ زادهٔ ۲ فوریهٔ ۱۹۸۱) بازیکن فوتبال اهل پاراگوئه است.
از باشگاه‌هایی که در آن بازی کرده‌است می‌توان به براگا، باشگاه فوتبال مکابی حیفا، باشگاه فوتبال ناسیونال اروگوئه، موریرنز، باشگاه فوتبال لیبرتاد، رئال وایادولید، و تیم ملی فوتبال پاراگوئه اشاره کرد.
وی همچنین در تیم ملی فوتبال Paraguay بازی کرده‌است.